# Panamerikanische Spiele 2015/Leichtathletik – 5000 m der Männer

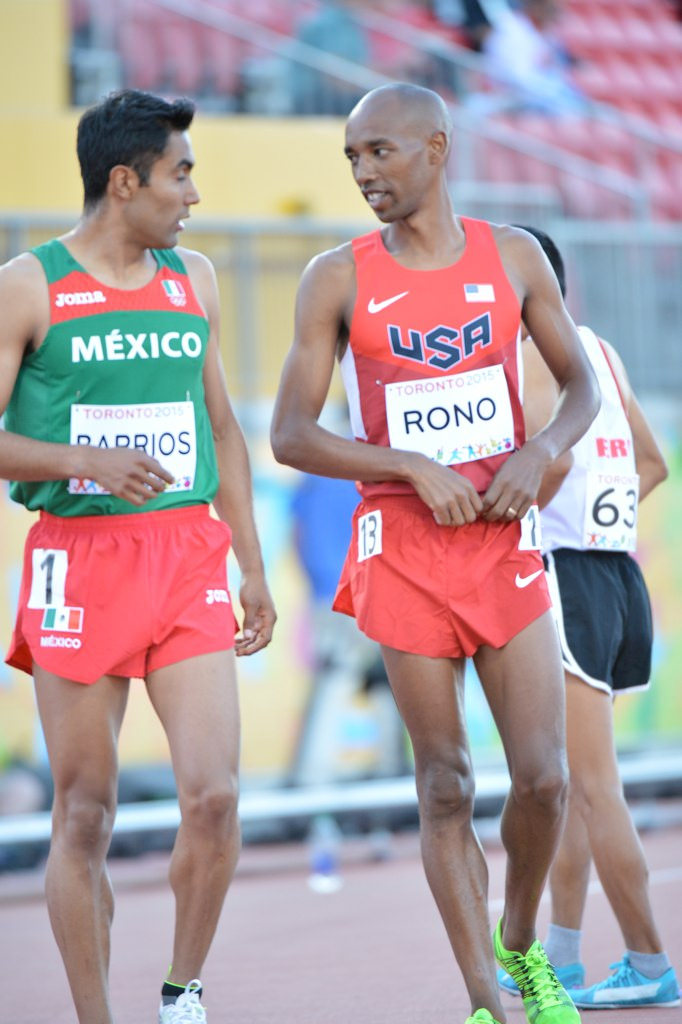
Der Sieger Juan Luis Barrios (links; aufgenommen vor dem Start des 10.000-Meter-Laufs)

Der 5000-Meter-Lauf der Männer bei den Panamerikanischen Spielen 2015 fand am 25. Juli im CIBC Pan Am und Parapan Am Athletics Stadium in Toronto statt.
16 Läufer aus zehn Ländern nahmen an den Lauf teil. Die Goldmedaille gewann Juan Luis Barrios nach 13:46,47 min, Silber ging an David Torrence mit 13:46,60 min und die Bronzemedaille gewann Víctor Aravena mit 13:46,94 min.

## Rekorde
Vor dem Wettbewerb galten folgende Rekorde:
| Weltrekord        | Kenenisa Bekele | 12:37,35 min | Hengelo, Niederlande                                 | 31. Mai 2004  |
| Rekord der Spiele | Ed Moran        | 13:25,60 min | Panamerikanische Spiele in Rio de Janeiro, Brasilien | 23. Juli 2007 |

## Ergebnis
25. Juli 2015, 20:50 Uhr
| Platz | Athlet                 | Land               | Zeit (min)  |
| ----- | ---------------------- | ------------------ | ----------- |
|       | Juan Luis Barrios      | Mexiko             | 13:46,47    |
|       | David Torrence         | Vereinigte Staaten | 13:46,60    |
|       | Víctor Aravena         | Chile              | 13:46,94 PB |
| 4     | Garrett Heath          | Vereinigte Staaten | 13:47,17    |
| 5     | Cameron Levins         | Kanada             | 13:48,03    |
| 6     | Altobeli da Silva      | Brasilien          | 13:49,00    |
| 7     | José Juan Esparza      | Mexiko             | 13:51,50    |
| 8     | Lucas Bruchet          | Kanada             | 13:56,09    |
| 9     | Carlos Díaz            | Chile              | 13:59,66    |
| 10    | Bayron Piedra          | Ecuador            | 14:04,20    |
| 11    | Mario Pacay            | Guatemala          | 14:07,87    |
| 12    | David de Macedo        | Brasilien          | 14:08,56    |
| 13    | Joseph Cesar Rosa      | Puerto Rico        | 14:29,78    |
| 14    | José Mauricio González | Kolumbien          | 16:13,05    |
|       | Federico Bruno         | Argentinien        | DNF         |
|       | James Cesar Rosa       | Puerto Rico        | DNS         |